# 통영수산전문대학
통영수산전문대학(統營水産專門大學)은 대한민국 경상남도 통영시에 있었던 국립 전문대학이다. 현재 경상국립대학교 해양과학대학으로 전속됨.

## 역사
통영수산전문대학의 연혁은 다음과 같다.
- 1917년 : '경상남도수산전습소'로 설립
- 1921년 : '통영공립수산학교'로 개편
- 1946년 : '통영공립수산중학교'로 변경
- 1951년 : '통영수산고등학교'로 개편
- 1966년 : '통영수산고등전문학교'로 변경
- 1974년 : '통영수산전문학교'로 변경
- 1979년 : '통영수산전문대학'으로 개편
- 1995년 : 경상대학교와 통합으로 인해 폐교

## 이후
통영수산전문대학은 현재 경상국립대학교 해양과학대학으로 전속되었다.